# شهرستان آزوفسکی
شهرستان آزوفسکی (به لاتین: Azovsky District) یک شهرستان در روسیه است که در استان روستوف واقع شده‌است.